# Gラジ音楽部
『電撃G's Radio コンピレーションミニアルバム「Gラジ音楽部」』（でんげきジーズラジオ コンピレーションミニアルバム ジーラジおんがくぶ）は、2004年1月21日に、スターチャイルドから発売されたコンピレーションアルバムである。

## 概要
声優ユニットのPritsにとって2枚目の、その妹分であるPuppy'sにとって、初のアルバムである。また、『シスター・プリンセス〜お兄ちゃんといっしょ』と『電撃G's Radio』でパーソナリティーを務めた望月久代と桑谷夏子がカタカナ名義で歌った曲も収録されている。
カバージャケットは、真っ赤な背景に発売当時の『電撃G's Radio』の出演者5人の写ったプリクラを配したデザインを起用している。
8曲目の「Sakura Revolution<G's MIX>」の後に、ボーナストラックとして、望月久代と桑谷夏子、Puppy'sの5人でのトークが収録されている。

## 収録曲
1. Sakura Revolution [4:32]
作詞: 只野菜摘、作曲・編曲: 堀隆、歌: Prits
2. 告白“決めてよ!”[1] [4:06]
作詞: Anna Suzuki、作曲・編曲: 小西貴雄、歌: Prits
3. Private Emotion [3:35]
作詞: shoko、作曲・編曲: 水島康貴、歌: Prits
4. 初恋日和 [5:12]
作詞: 只野菜摘、作曲: 佐藤英敏、編曲: 五島翔、歌: Puppy's
5. 僕は犬だよ [4:12]
作詞: 只野菜摘、作曲・編曲: 堀隆、歌: Puppy's
6. ハナサナイデ [4:25]
作詞・作曲: 高井ウララ、編曲: 堀隆、歌: クワタニナツコ×モチヅキヒサヨ
7. 蒼葉(アヲバ) [5:34]
作詞: 只野菜摘、作曲: 高橋かずみ、編曲: 堀隆、歌: Puppy's
8. Sakura Revolution<G's MIX> [8:33]
作詞: 只野菜摘、作曲・編曲: 堀隆、歌: Prits